# Bruchus loti
Bruchus loti là một loài bọ cánh cứng trong họ Bruchidae. Loài này được Paykull miêu tả khoa học năm 1800.